# 6129 Demokritos
6129 Demokritos (1989 RB2) là một tiểu hành tinh vành đai chính được phát hiện ngày 4 tháng 9 năm 1989 bởi Eric Walter Elst ở La Silla.